# Рудольф Кемпе
Рудольф Кемпе (нім. Rudolf Kempe; 14 червня 1910, Нідерпойріц, Саксонія — 12 травня 1976, Цюрих) — німецький диригент.
У дитинстві навчався грі на фортепіано, скрипці та гобої. У 1924—1928 навчався в Дрезденській Вищій школі музики, після закінчення якої вступив до оркестру дортмундської опери як гобоїст, а вже через два місяці був прийнятий в тій же якості в Лейпцизький оркестр Гевандгауса, де працював сім років. Кемпе вперше став за диригентський пульт в 1935 році на представленні опери Альберта Лорцінга «Браконьєр» в Лейпцизькій опері. Постановка була успішною, і Кемпе був прийнятий в трупу театру як репетитор. Кемпе також продовжував виступати як гобоїст, переважно в камерних ансамблях.
З 1942 Кемпе був репетитором в оперному театрі міста Хемніц, а після закінчення війни зайняв у ньому пост генеральмузікдіректора (до 1948). У наступні роки він працював у Веймарській опері (1949), Дрезденській державній капелі (1949—1953, головний диригент), Баварській опері (1952—1954, головний диригент). Світову популярність Кемпе отримав в сезоні 1951—1952, коли диригував у Віденській опері спектаклями «Чарівна флейта» Моцарта, «Симон Бокканегра» Верді і «Капричіо» Р. Штрауса. З трупою Баварської опери в 1953 Кемпе дебютував в лондонському театрі «Ковент-Гарден», а через рік керував там же постановкою опери Р. Штрауса «Саломея». Відмовившись прийняти місце головного диригента «Ковент-Гардена», запропоноване йому директором Девідом Вебстером, Кемпе, тим не менше, аж до 1960 часто приїжджав в цей театр з гастролями, користуючись великим успіхом. У 1954 пройшли перші виступи Кемпе в США, а в 1960 він керував постановкою тетралогії Вагнера «Перстень Нібелунга» на Байройтському фестивалі.
У 1960 на запрошення Томаса Бічем Кемпе прийняв пост диригента Королівського філармонічного оркестру в Лондоні, а наступного року, після смерті Бічема, став його головним диригентом. Кемпе керував циклами концертів, присвячених сторіччю з дня народження Фредеріка Деліуса в 1962 році. У 1963 він залишив свою посаду, після реорганізації оркестру повернувся, і з 1970 отримав статус «довічного керівника», але остаточно пішов у 1975. У ці роки Кемпе також працював з Цюрихським оркестром Тонхалле (1965—1972) і Мюнхенським філармонічним оркестром (з 1967). У вересні 1975 він отримав місце головного диригента Симфонічного оркестру Бі-Бі-Сі, але через кілька місяців помер від інфаркту.
Диригентський почерк Кемпе характеризувався ясністю ритму, хорошим почуттям темпу, чіткістю фразування, стриманістю і витонченістю вираження, що особливо яскраво виявлялося при виконанні ним музики Р. Вагнера. Він також був відомий як видатний інтерпретатор музики Ріхарда Штрауса. Дискографія Кемпе включає, крім цих композиторів, твори Л. Бетховена, Й. Брамса, Брукнера та інших авторів.